# Samnangerfjorden
El Samnangerfjorden es un fiordo de la provincia de Hordaland, Noruega. Se localiza en los municipios de Fusa y Samnanger.  El origen del fiordo está en Samnanger, conteniendo en la costa a  las localidades de Årland, Haga y Tysse.  Continúa su curso hacia el suroeste y se fusiona con el Fusafjorden (que a su vez se fusiona con el Bjørnafjorden más adelante).  Es el límite sur de la península de Bergen.